# Sammie Rhodes
Sammie Rhodes (New Haven, Connecticut; 10 de octubre de 1983) es una actriz pornográfica estadounidense.

## Biografía
Después del inicio de su carrera con escenas hombre/mujer, decidió no hacer más escenas con hombres.
Ha mencionado lo siguiente respecto a su agente a fin de arreglar su vida. «Estaba estresada, borracha e inmadura. Pero bajo la influencia de Skooby, he mejorado mi situación. Ahora cuido de mi estado físico y mental. Tomo responsabilidades de mis acciones, eliminando el drama de mi vida, estando en la etapa más saludable y feliz de mi vida».

## Premios
- 2008 Premios AVN – Mejor Escena de Sexo Lésbico, Video – Babysitters[4]
- 2009 Premios CAVR Ganadora – Chica del Año[5]